# From Dusk Till Dawn 2: Texas Blood Money
From Dusk Till Dawn 2: Texas Blood Money (Brasil: Um Drink no Inferno 2: Texas Sangrento / Portugal: Aberto Até de Madrugada 2)  é um filme americano do gênero terror e ação de 1999, sequência do filme de 1996, From Dusk Till Dawn.

## Elenco
| Ator                                           | Papel          |
| ---------------------------------------------- | -------------- |
| Robert Patrick                                 | Buck           |
| Bo Hopkins                                     | Sheriff Lawson |
| Duane Whitaker                                 | Luther         |
| Muse Watson                                    | C.W.           |
| Brett Harrelson                                | Ray Bob        |
| Raymond Cruz                                   | Jesus          |
| Danny Trejo                                    | Razor Eddie    |
| James Parks                                    | Deputy McGraw  |
| Stacie Bourgeois                               | Marcy          |
| Maria Checa                                    | Lupe           |
| Tiffani Thiessen (como Tiffani-Amber Thiessen) | Pam            |
| Bruce Campbell                                 | Barry          |
| Terry Norton                                   | Teri Harper    |
| Lara Bye                                       | Motel Clerk    |
| Joe Virzi                                      | Victor         |

## Prêmios e indicações

### Prêmios
Saturn Awards
- Melhor lançamento em vídeo: 1999